# شرکت توربین جنوب
شرکت توربین جنوب شرکت خدمات نفت و گاز ایرانی است، که یکی از شرکت‌های تابعه شرکت ملی مناطق نفت‌خیز جنوب به‌شمار می‌آید و در زمینه ساخت، پشتیبانی، تعمیرات و نگهداری ماشین‌آلات فرآیندی، توربین‌ها و کمپرسورهای گازی، پمپ‌های انتقال نفت، الکتروموتورها و تجهیزات فرآورشی فعالیت می‌کند.
این شرکت علاوه بر پشتیبانی گروه‌های تعمیرات اساسی شرکت ملی مناطق نفت‌خیز جنوب، به شرکت‌های زیرمجموعه آن از جمله شرکت نفت و گاز کارون، شرکت نفت و گاز مارون، شرکت نفت و گاز آغاجاری، شرکت نفت و گاز گچساران و شرکت نفت و گاز مسجدسلیمان، همچنین شرکت ملی حفاری ایران، شرکت پایانه‌های نفتی ایران و سایر شرکت‌های دولتی و خصوصی فعال در جنوب و غرب ایران، خدمات خود را ارائه می‌نماید.

## زمینه فعالیت شرکت
شرکت توربین جنوب از بدو شروع فعالیت صنایع نفت و گاز در جنوب کشور، در کنار شرکت‌های تولیدکننده نفت با عناوین مختلفی فعالیت داشته‌است. زمانی به نام کارگاه مسجدسلیمان؛ وظیفه تعمیرات و نگهداری تلمبه خانه‌های نفت از مسجدسلیمان، لالی، هفتکل، کوت عبدالله، دارخوین، توربین‌های برق تمبی و… را عهده‌دار بود و زمانی نیز با اداره مهندسی ساختمان و تعمیرات ادغام گشت. به دلیل گسترش کمی و کیفی تأسیسات نفت، گاز و گاز مایع در اواخر سال ۱۳۸۲، براساس تصمیمات اخذ شده وزارت نفت ایران، در قالب یک شرکت دولتی و در راستای بنگاه‌داری اقتصادی، از دارایی‌ها و نیروی انسانی موجود در شرکت ملی مناطق نفت‌خیز جنوب تأسیس شد. این شرکت از اوایل سال ۱۳۸۳ فعالیت خود را آغاز نمود.
همین‌طور ارائه خدمات به تأسیسات نفت و گاز مناطق نفتخیز جنوب و نیز سایر شرکت‌های تابعه وزارت نفت و حتی سازمان‌های خصوصی و دولتی خارج از نفت اعم از ملی و فراملی و با استفاده از امکانات و تخصص‌های نیروی انسانی موجود در مناطق نفتخیز را آغاز کرده‌است.